# غاو ميرو (بهمئي غرمسيري الشمالي)
غاو ميرو (بالفارسية: گاو میرو) هي قرية تقع في إيران في قسم بهمئي غرمسیري الشمالي الريفي.